# Centerfield (Utah)
Centerfield é uma cidade  localizada no estado norte-americano de Utah, no Condado de Sanpete.

## Demografia
Segundo o censo norte-americano de 2000, a sua população era de 1048 habitantes.
Em 2006, foi estimada uma população de 1049, um aumento de 1 (0.1%).

## Geografia
De acordo com o United States Census Bureau tem uma área de
4,7 km², dos quais 4,7 km² cobertos por terra e 0,0 km² cobertos por água.

## Localidades na vizinhança
O diagrama seguinte representa as localidades num raio de 16 km ao redor de Centerfield.